# Мартовские иды (фильм)
«Мартовские иды» (англ. The Ides of March) — четвёртая режиссёрская работа Джорджа Клуни, снова попробовавшего себя в жанре политического триллера. Сценарий ленты создан по мотивам пьесы «Фаррагут-Норт» Бо Уиллимона. Главную роль исполняет Райан Гослинг, номинированный за неё на премию «Золотой глобус». Мировая премьера состоялась 31 августа 2011 года на 68-м Венецианском кинофестивале, в России — 15 февраля 2012 года.
Картина была удостоена многих кинопризов и наград, включая четыре номинации на «Золотой глобус» и номинацию на «Оскар» за лучший адаптированный сценарий. Подавляющее большинство мировых кинокритиков включило «Мартовские иды» в собственные списки лучших фильмов года.

## Сюжет
Стивен Майерс (Райан Гослинг) — молодой сотрудник избирательного штаба губернатора Майка Морриса (Джордж Клуни), одного из основных претендентов на звание кандидата в президенты от Демократической партии. События проходят во время праймериз в Огайо, которые должны сыграть решающую роль в судьбе претендентов. Стивен полон идеализма, он полностью разделяет убеждения Морриса и считает того именно тем человеком, который может изменить страну к лучшему.
Стивен знакомится с Молли (Эван Рэйчел Вуд), привлекательной стажёркой из лагеря Морриса. Кампания протекает в целом благополучно, пока представитель конкурирующего лагеря Том Даффи (Пол Джаматти) не приглашает Стивена на встречу, где предлагает присоединиться к штабу главного соперника Морриса Теда Пуллмана (Майкл Мантелл), на что Майерс отвечает категорическим отказом. Во время одной из ночей, проведённых со Стивеном, Молли раскрывает ему опасную тайну, связанную с именем Морриса. Девушка заявляет, что, будучи пьяной, она зашла в кабинет к Моррису, где он её изнасиловал. Теперь 20-летняя стажёрка беременна от американского губернатора. Майерс выделяет ей деньги на аборт и отвозит в клинику. Своему формальному боссу, Полу Заре (Филип Сеймур Хоффман), Стивен признаётся, что недавно встречался с Даффи. На следующий день, вслед за шантажом Майерса со стороны репортёра The New York Times Иды Хорович (Мариса Томей), утверждающей, что анонимный источник слил ей всю информацию о его встрече с Даффи, Пол Зара сообщает подчинённому, что сам донёс до неё весточку. Вдобавок ко всему, он изрекает целую речь на тему верности и увольняет Стивена. Вся жизнь Майерса разрушается в один момент: от него отворачиваются друзья, он теряет любимую работу, а Молли, опасающаяся того, что Стивен расскажет всем о её беременности (у неё строгий отец-католик), принимает смертельную дозу медицинских препаратов. 
Майерс, понимая, что ему нечего терять, шантажирует Морриса обнародованием фактов о сексуальном насилии по отношению к стажёрке и предлагает молчать взамен на предоставление ему поста руководителя предвыборного штаба. Моррис понимает, что деваться ему некуда, и увольняет Зару, ставя на его место Стивена. В последней сцене фильма журналист Джон Кинг просит Майерса прокомментировать поддержку сенатором Томпсоном губернатора Морриса, что означает фактическую победу последнего в гонке за президентское кресло. Отрешённый взгляд переигравшего всех Майерса в объектив телекамеры стал заключительным кадром киноленты, что побуждает зрителя самому подвести итог фильма.

## В ролях
- Райан Гослинг — Стивен Майерс
- Эван Рэйчел Вуд — Молли Стернс
- Джордж Клуни — губернатор Майк Моррис
- Филип Сеймур Хоффман — Пол Зара
- Пол Джаматти — Том Даффи
- Макс Мингелла — Бен Харпер
- Джеффри Райт — сенатор Томпсон
- Мариса Томей — Ида Хорович
- Дженнифер Эль — Синди Моррис
- Грегори Итцин — Джек Стернс

## Создание
Джордж Клуни и Филип Сеймур Хоффман
 на парижской премьере фильма, октябрь 2011 года
История создания фильма началась ещё летом 2004 года, когда Бо Уиллимон, молодой писатель, на днях закончивший работать в айовском штабе предвыборной кампании кандидата в президенты Говарда Дина, набросал черновой вариант пьесы «Фаррагут-Норт». Уиллимон написал пьесу о политических интригах и предательстве, основываясь на собственном опыте. Уиллимон работал в предвыборных штабах всего мира, не только у Дина.
Премьера первой постановки по пьесе Уиллимона состоялась в 2008 году в нью-йоркском театре Atlantic Theater Company, после чего, годом позже, она переехала в лос-анджелесский Geffen Playhouse. Именно там пьеса попала в руки сотрудников кинокомпании Джорджа Клуни и Гранта Хеслова Smokehouse Pictures. Переложение пьесы на киноэкран сопровождало несколько изменений: так, в тексте Уиллимона губернатор Моррис никогда не появлялся. Создатели ленты также поменяли и название грядущего проекта: «„Фаррагут-Норт“ — шикарное название для пьесы, но слишком специфическое для кинофильма. Мы подумали о пятнадцатом марта, назвали его „Мартовскими идами“ и добавили несколько шекспировских тем» — объяснял Клуни.
Когда сценарий уже был полностью закончен, Клуни и Хеслов рассчитывали снять картину в 2008 году. По словам Клуни, они полтора года работали над сценарием, после чего к власти пришёл Обама, все были счастливы и не готовы к настолько циничному фильму. Уже через год все разочаровались в президенте и Клуни с Хесловом были готовы затеять премьеру.

## Критика
«Мартовские иды» фильм нескучный и к тому же просто набитый хорошими и умно подобранными актерами. Райан Гослинг умудряется появляться практически в каждом кадре и практически не надоесть. А что до самого Клуни, изображающего в сущности неплохого, но оступающегося политика, Филипа Сеймура Хоффмана (глава его предвыборного штаба) и Пола Джиаматти (глава предвыборного штаба его соперника) — так даже жалко, что их показывают так мало.
Подведение киноитогов 2011 года ознаменовалось присутствием «Мартовских ид» в большинстве списков лучших картин ушедшего года, что подтвердил и Национальный совет кинокритиков США, поместивший фильм между «оскароносными» «Артистом» и «Хранителем времени».
Среди киноаналитиков преобладали благожелательные отзывы. Питер Рэйнер из Christian Science Monitor сравнил новую работу Клуни с классическим нуаром «Сладкий запах успеха», ещё одним фильмом, где коррупция так же безудержно блестела. Обозреватель газеты The Denver Post Лиза Кеннеди заметила, что вся лента держится на изумительных актёрских работах, добавив, правда, что сценарию не хватает чёткой оснастки. Интересен отзыв Марти Мэйпса с сайта moviehabit.com, назвавшего картину «„Игрой престолов“ нашего времени».
Актёрские перевоплощения заняли отдельное место в отзывах критиков. Журналист The Detroit News Том Лонг отметил, что, невзирая на роскошный актёрский ансамбль, весь фильм — это Гослинг, идеально отслеживающий трансформацию своего персонажа по ходу фильма. Восторг насчёт молодого артиста разделяет и репортёр сайта film.com Уильям Госс, написавший:
Гослинг потрясает. Его Стивен в свои года достаточно наэкспериментировался, дабы полагать, что он лучше знает, как убедить человека, и, в то же время, быть довольно дерзким. Очередное достижение Гослинга, очаровывающего и чрезмерно активного, как того и требует роль.
Российские кинокритики также не остались в стороне. Александр Корнев отмечает явный карьерный рост Клуни в кресле режиссёра-постановщика — «Мартовские иды» показались ему более глубокими и проработанными, чем его предыдущие проекты. Редакция авторитетного журнала Time Out оценила ленту в четыре звезды из пяти, подытожив: «Умопомрачительный кастинг.., старомодная диалогоцентричность, стилизованный под классику политического кино кадр и закрытый для посторонних мир внутри него — формально „Мартовские иды“ кажутся новым высказыванием Джорджа Клуни о судьбах мира… И играющий Майерса Гослинг за полтора часа переживает вполне убедительное превращение из смышленого щенка в остервенелого волка — другое дело, что с самим фильмом такого преображения так и не происходит, он продолжает по-щенячьи рявкать „никогда не верь политикам“ и искать повод поломать трагедию там, где весь мир уже давно не видит ничего, кроме фарса». Леля Смолина подметила схожесть «Мартовских ид» с сокуровским «Фаустом» и высоко оценила актёрские работы и общую мрачность картины.

## Награды и номинации
| Премия                              | Дата церемонии   | Категория                           | Лауреаты и номинанты                      | Итог      |
| ----------------------------------- | ---------------- | ----------------------------------- | ----------------------------------------- | --------- |
| Венецианский кинофестиваль          | 10 сентября 2011 | Приз Брайана                        |                                           | Победа    |
| Венецианский кинофестиваль          | 10 сентября 2011 | «Золотой лев»                       |                                           | Номинация |
| Национальный совет кинокритиков США | 1 декабря 2011   | «Десять фильмов года»               |                                           | Победа    |
| Премия Гильдии продюсеров США       | 13 декабря 2011  | «Продюсер года»                     | Грант Хеслов, Джордж Клуни, Брайан Оливер | Номинация |
| «Выбор критиков»                    | 12 января 2012   | «Лучший актёрский состав»           |                                           | Номинация |
| «Золотой глобус»                    | 15 января 2012   | Лучший фильм — драма                |                                           | Номинация |
| «Золотой глобус»                    | 15 января 2012   | Лучшая режиссёрская работа          | Джордж Клуни                              | Номинация |
| «Золотой глобус»                    | 15 января 2012   | Лучшая мужская роль — драма         | Райан Гослинг                             | Номинация |
| «Золотой глобус»                    | 15 января 2012   | Лучший сценарий                     | Джордж Клуни, Грант Хеслов, Бо Уиллимон   | Номинация |
| «Давид ди Донателло»                | 18 января 2012   | «Лучший иностранный фильм»          |                                           | Номинация |
| Премия Австралийского киноинститута | 31 января 2012   | «Лучший фильм»                      |                                           | Номинация |
| Премия Австралийского киноинститута | 31 января 2012   | «Лучший актёр»                      | Райан Гослинг                             | Номинация |
| Премия Австралийского киноинститута | 31 января 2012   | «Лучший сценарий»                   | Джордж Клуни, Грант Хеслов, Бо Уиллимон   | Победа    |
| BAFTA                               | 12 февраля 2012  | «Лучшая мужская роль второго плана» | Филип Сеймур Хоффман                      | Номинация |
| BAFTA                               | 12 февраля 2012  | «Лучший адаптированный сценарий»    | Джордж Клуни, Грант Хеслов, Бо Уиллимон   | Номинация |
| «Оскар»                             | 26 февраля 2012  | «Лучший адаптированный сценарий»    | Джордж Клуни, Грант Хеслов, Бо Уиллимон   | Номинация |